# Marcipa eucrines
Marcipa eucrines är en fjärilsart som beskrevs av Bethune-Baker 1911. Marcipa eucrines ingår i släktet Marcipa och familjen nattflyn. Inga underarter finns listade i Catalogue of Life.